# شمسي باشا
شمسي پاشا، المعروف أيضاً بإسم شمسي باشا (بالتركية العثمانية: شمسي أحمد پاشا)‏(الوفاة 5 آذار / مارس 1580)، كان نبيلاً عثمانياً بارزاً وبكلربك شغل عدة مناصب رفيعة المستوى، حيث خدم في مراحل مختلفة كوالي عثماني لإيالات دمشق والأناضول والروملي.

## النسب
ولد شمسي باشا في بولو، في إيالة الأناضول العثمانية من أب إسمه ميرزا محمد باشا من السلالة الأميرية بنو جاندار لإمارات إفلاني وقسطموني وسينوب. وهو من نسل شمس الدين يمان جندار بيك، مؤسس السلالة.
أما والدته فهي شاه النساء سُلطان من السلالة الأمبراطورية العثمانية، الابنة الكبرى لشاهزاده عبد الله، نجل السُلطان العثماني بايزيد الثاني بن السُلطان محمد الفاتح.

## حياته
نشأ في القصر الإمبراطوري في تلك الفترة، قصر طوب قابي والتحق شمسي باشا بمدرسة الأندرون العثمانية المرموقة، شارك في العديد من الحملات العسكرية العثمانية، منها حصار سيكتوار في عام 1566 إلى جانب السُلطان سليمان القانوني بصفته بكلربك إيالة الروملي، بإلإضافة إلى غزو العديد من القلاع في جميع أنحاء أوروپا.

كان شمسي باشا معروف على نطاق واسع بقدراته العالية في الصيد، وتم تعينه مرافقًا للصيد للسُلطان مراد الثالث.

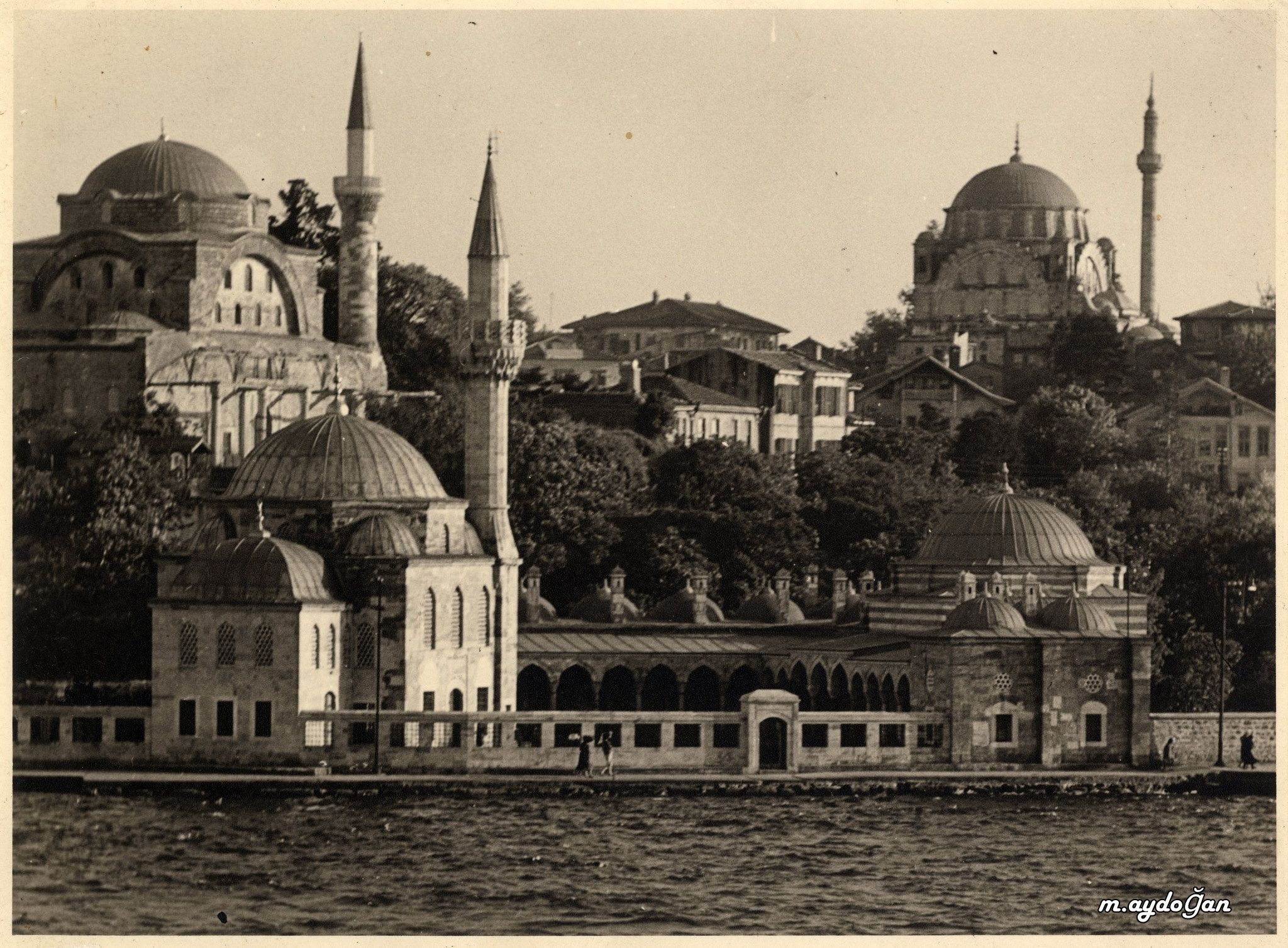
صورة قديمة لمسجد شمسي باشا

قام شمسي باشا بتكليف المهندس المعماري البارز معمار سنان بمهمة بناء مسجد ومجمع مجاور لمقرِهِ الرئيسي، قصر شمسي باشا على شاطىء البوسفور في القسطنطينية. يعتبر جامع شمسي باشا من أصغر المساجد من أعمال المعمار سنان في المدينة، ومع ذالك فهو واحداً من أكثر المساجد شهرة بسبب مزيج من أبعاده المصغرة وموقعه المتميز على الواجهة البحرية. تم ذكره كمثال رئيسي على مهارة المعمار سنان في المسج العضوي للهندسة المعمارية مع المناظر الطبيعية.

## السلالة
أنجب شمسي باشا ثلاثة اولاد:
الابناء
محمود باشا
مصطفى بيك
الابنة
فخرالنساء خاتون